# Глажня
Глажня (на македонска литературна норма: Глажња; на албански: Gllazhnja) е село в Северна Македония, в община Липково.

## География
Селото е разположено в западните поли на Скопска Църна гора, край язовира Глажня на Липковската река и е без жители. Северно от него е махалата му Пресница.

## История
В 1861 година Йохан фон Хан на етническата си карта на долината на Българска Морава отбелязва Глазня като албанско село. В края на XIX век Глажня е албанско село в Кумановска каза на Османската империя. Според статистиката на Васил Кънчов („Македония. Етнография и статистика“) от 1900 г. Глажна е село, населявано от 160 жители арнаути мохамедани.